# Zale discisignata
Zale discisignata är en fjärilsart som beskrevs av Embrik Strand 1917. Zale discisignata ingår i släktet Zale och familjen nattflyn. Inga underarter finns listade i Catalogue of Life.